# Xã Strabane, Quận Grand Forks, Bắc Dakota
Xã Strabane (tiếng Anh: Strabane Township) là một xã thuộc quận Grand Forks, tiểu bang Bắc Dakota, Hoa Kỳ. Năm 2010, dân số của xã này là 98 người.